# 2002 en Ontario
Chronologie de l'Ontario
- 1998
- 1999
- 2000
- 2001
- 2002
- 2003
- 2004
- 2005
- 2006

Cette page concerne des événements d'actualité qui se sont produits durant l'année 2002 dans la province canadienne de l'Ontario.

## Politique
- Premier ministre : Mike Harris puis Ernie Eves du parti progressiste-conservateur de l'Ontario.
- Chef de l'Opposition :
- Lieutenant-gouverneur : Hilary Weston puis James Bartleman (en)
- Législature : 37e

## Événements

### Juillet
- 23 juillet au 28 juillet : journées mondiales de la jeunesse 2002à Toronto. Visite du pape Jean-Paul II.

## Naissances
- 1er août : Anne-Marie Padurariu, gymnaste.

## Décès
- 13 janvier : Frank Shuster, acteur (° 5 septembre 1916).
- 24 janvier : Peter Gzowski, journaliste, animateur de la radio et écrivain (° 13 juillet 1934).
- 18 mars : Johnny Lombardi (en), personnalité de la radio (° 4 décembre 1915).
- 19 avril : Ross Whicher, député provincial de Bruce (en) (1955-1967) et député fédéral de Bruce (1968-1974) (° 13 février 1918).
- 17 mai : Edwin Alonzo Boyd (en), criminel et chef du Boyd Gang (en) (° 2 avril 1914).
- 20 juin : Timothy Findley, homme de théâtre, scénariste et écrivain (° 30 octobre 1930).
- 24 novembre : Harry Gunning (en), scientifique et administrateur (° 16 décembre 1916).
- 10 décembre : Les Costello (en), joueur de hockey sur glace (° 16 février 1928).
- 13 décembre : Zal Yanovsky, musicien (° 19 décembre 1944).